# Tenebrionini
Tenebrionini (лат.) — триба жесткокрылых из семейства чернотелок. Встречается практически всесветно.

## Описание
Жуки от красновато-коричневой до чёрной окраски с продолговато-параллельным телом. Передняя часть головы немного расширена. Вершина верхнечелюстных щупиков топоровидная. Отросток переднегруди сравнительно короткий. Переднеспинка в густой пунктировке. Ноги толстые. Бёдра передних ног с нижней стороны с резким выступом в основой трети. Первый членик лапки короткий. Крылья имеются.

## Систематика
В мировой фауне около 800 видов.
В составе трибы:
- Alobates Motschulsky, 1872
- Bius Dejean, 1834
- Centronopus Solier, 1848
- Encyalesthus Motschulsky, 1860
- Idiobates Casey, 1891
- Iphthiminus Spilman, 1973
- Menephilus Carter, 1926
- Neatus LeConte, 1862
- Paratoxicum Champion, 1894
- Rhinandrus  LeConte, 1866
- Tenebrio Linnaeus, 1758
- Upis Fabricius, 1792